# Lorraine Copeland
Lorraine Copeland (eigentlich Elizabeth Lorraine Adie; * 1921 in Schottland; † 27. April 2013 auf Chateau Marouatte, Département Dordogne, Frankreich) war eine britische Prähistorische Archäologin, mit dem Spezialgebiet Altsteinzeit im Nahen Osten.

## Familie
Ihr Ehemann war der ehemalige Glenn-Miller-Trompeter Miles Copeland junior (1913–1991), mit dem sie vier Kinder hatte:
- den Musikproduzenten und Labelbetreiber Miles Copeland III,
- den „Wegbereiter“ des New Wave und Musikagenten Ian Copeland,
- den The-Police-Gründer und -Schlagzeuger Stewart Copeland sowie
- die Schriftstellerin und Filmproduzentin Lorraine „Lennie“ Copeland.[2]

## Leben
Lorraine Copeland wurde als Elizabeth Lorraine Adie in Schottland geboren. Sie ist die Tochter eines Neurochirurgen aus der Londoner City of Westminster. Lorraine wurde im Internat Wycombe Abbey in High Wycombe, Buckinghamshire, erzogen und arbeitete während des Zweiten Weltkriegs in der Special Operations Executive des Britischen Geheimdienstes.
Hier lernte sie ihren Ehemann Miles Copeland junior kennen, als er im Verlauf von Gegenspionage-Operationen des Office of Strategic Services in London stationiert war.
Sie heirateten am 25. September 1942 in der St Mary's Church, Great Portland Street, London. Nach der Geburt ihres ältesten Sohnes, Miles Axe Copeland, in London am 2. Mai 1944 stand die britische Hauptstadt ab Juni 1944 unter dem Bombardement der deutschen Vergeltungswaffen V1 und V2.
Nach 1945 zog die Familie nach Washington, D.C. Miles Copeland war an einigen Operationen der CIA in leitender Funktion beteiligt. Seine Arbeit führte ihn als „freier politischer Berater“ in den Nahen Osten, mit wechselndem Wohnsitz in seinen Einsatzländern und in den USA – Stewart Copeland wurde am 16. Juli 1952 in Alexandria, Virginia, geboren. 1948 zogen die Copelands nach Damaskus (Syrien) – hier wurde am 25. April 1949 Ian Copeland geboren – 1953 nach Kairo und Ende der 1950er Jahre nach Beirut. Im Nahen Osten verbrachten die Copeland-Kinder ihre Jugend und lernten die Arabische Sprache. Lorraine Copeland entwickelte ihr Interesse an der Archäologie zum beruflichen Wirkungsfeld.

## Feldforschung
Während der folgenden 50 Jahre arbeitete Copeland in ihrem Fachgebiet. Sie wird im Allgemeinen mit dem Institute of Archaeology des University College London und dem Maison de l’Orient et de la Méditerranée assoziiert.
Copeland ist Autorin von zahlreichen Fachbüchern und Aufsätzen zur archäologischen Geschichte des Nahen Ostens. Alleine zu den Ausgrabungen in Halaf-Obed (siehe Ninive, Mesopotamien) hat Lorraine Copeland in Zusammenarbeit mit anderen drei Schriften verfasst. Weitere Themenbereiche ihrer Forschungen sind Abri Bergy, Hannon, die neolithischen Siedlungen in der südlichen Bekaa-Ebene, Ksar Akil (Antelias), die Halaf-Kultur (Kupfersteinzeit), Ras el-Kelb im Libanon und Forschungsprojekte in Syrien, Jordanien und in Nordafrika.

## Publikationen (Auswahl)
- zusammen mit Peter J. Wescombe: Inventory of Stone-Age sites in Lebanon = Mélanges de l'Université Saint-Joseph. 41, 2 und 42, 1, ISSN 0253-164X. 2 Bände. 1965–1966.
- mit John Waechter: The Stone Industries of Abri Bergy, Lebanon. In: Bulletin of the Institute of Archaeology. Bd. 7, ISSN 0076-0722, 1968, S. 15–36.
- Neolithic village sites in the South Beqaa, Lebanon (= Mélanges offerts à M. Maurice Dunand. 1, 5 = Mélanges de l'Université Saint-Joseph. 45, 5). Imprimerie Catholique, Beirut 1969.
- mit Jacques Besançon und Francis Hours: Tableaux de préhistoire libanaise. Première partie. In: Hannon. Bd. 7, 1972, ISSN 0440-2715, S. 61–88.
- Francis Hours und Olivier Aurenche: Les industries paléolithiques du Proche-Orient, essai de correélation. In: L'Anthropologie. Bd. 77, 1973, ISSN 0003-5521, S. 229–280 und S. 437–496.
- The Middle and Upper Paleolithic of Lebanon and Syria in the Light of Recent Research. In: Fred Wendorf, Anthony E. Marks (Hrsg.): Problems in prehistory: North Africa and the Levant (= Southern Methodist University Contributions in Anthropology. 13). SMU Press, Dallas TX 1975, ISBN 0-87074-146-2, S. 317–350.
- The Paleolithic stone industries. In: Derek A. Roe (Hrsg.): Adlun in the Stone Age. The excavations of D. A. E. Garrod in the Lebanon, 1958–1963 (= BAR. International series. 159). BAR, Oxford 1983, ISBN 0-86054-203-3, S. 89–356.
- mit Francis Hours: The Halafians, their Predecessors and their Contemporaries in Northern Syria and the Levant, Relative and Absolute Chronologies. In: Olivier Aurenche, Jacques Evin, Francis Hours (Hrsg.): Chronologies du Proche Orient. Relative chronologies and absolute chronology 16.000 – 4.000 B.P. CNRS International Symposium, Lyon (France), 24–28 november 1986 (= BAR. International series. 379, 2 = Maison de l'Orient Méditerranéen. Archaeological series. 3, 2). Band 2. BAR, Oxford 1987, ISBN 0-86054-487-7, S. 401–425.
- mit Francis Hours: L’expansion de la civilisation halafienne, une interprétation de la répartition des sites. In: Jean-Louis Huot (Hrsg.): Préhistoire de la Mésopotamie. La mésopotamie préhistorique et l'exploration récente du Djebel Hamrin. Éditions du Centre national de la recherche scientifique, Paris 1987, ISBN 2-222-03854-5, S. 209–220.
- als Herausgeberin mit Francis Hours: The Hammer on the Rock. Studies in the Early Palaeolithic of Azraq, Jordan (= BAR. International series. 540 = BAR. Archaeological series. 5). 2 Bände. BAR, Oxford 1989, ISBN 0-86054-686-1.
- als Herausgeberin mit Paul Sanlaville, Jacques Besançon und Sultan Muhesen: Le Paléolithique de la vallée moyenne de l'Oronte (Syrie). Peuplement et environnement (= BAR. International series. 587). Tempus Reparatum, Oxford 1993, ISBN 0-86054-747-7.
- Deeds of Darkness. Vantage Press, New York NY 1999, ISBN 0-533-12760-2.